# Агнешка Вагнер
Агнешка Вагнер (пол. Agnieszka Wagner, 17 грудня 1970, Варшава) — польська акторка.

## Біографія
У дитинстві танцювала в молодіжному ансамблі пісні і танцю Gawęda. У 1989 році, після навчання в варшавському ліцеї ім. Стефана Баторія, поступила на економічний факультет Варшавського університету, який закінчила в 1994 році. Пізніше навчалась на факультеті історії мистецтва та в Європейській кіноакадемії в Берліні.

## Особисте життя
У шлюбі з Єжи Юрчинським, колишнім пресс-секретарем та начальником охорони стадіону «Вісла» (Краків). Має дочку Хелену.

## Фільмографія

### Фільми
- Постраждалі (1988) — Оленка
- Повелитель тіней (1990) — польська дівчина
- Кільце з коронованим орлом (1992) — Виська
- Список Шиндлера (1993) — дівчина
- The Hollow Men (1993) — Рита
- За що? (1995) — Ванда Ячевська
- Нічого смішного (1995) — мама Адама
- Історія про мастера Твардовського (1995) — мама Твардовського
- Список коханок (1995) — Беверлі
- Шаманка (1996) — Анна, наречена Міхала
- Несуть мене коні... (1996) — Надія Федорівна
- Preku ezeroto (1997) — Елена Златарова
- Темна сторона Венери (1997) — Ева Роснер
- Перемир'я (1997) — Галина
- Діамант смерті (1998) — Зофія
- Золото дезертирів (1998) — невістка графині
- Всі мої близькі (1999) — Анна
- Сокольничий Томас (2000) — Зофія
- Останній блюз (2001) — Беа
- Камо грядеши (фільм) (2001) — Поппея Сабіна
- Xero (2003) — Марта
- Поза досяжністю (2004) — Касія Лато
- Босоніж (2007) — Дорота
- Листи до М. (2011) — Малґожата
- Kamienie na szaniec(2014) — мама Яна
- Листи до М. 2 (2015) — Малґожата

## Телебачення
- Serenite (1988) — Марися
- Le septieme enfer (1991) — медсестра
- Прощання з Марією (1993) — Марія
- Piękna warszawianka (1994) — Карін
- Шанхай 1937 (1996) — Хелен
- Honigfalle — Verliebt in die Gefahr (1999) — Лулу